# Eric Masip i Gurri
Eric Masip i Gurri   (Barcelona, 24 de novembre de 1995) es un actor de cinema i televisió català. Es va fer conegut en les sèries Veneno i Alba i va saltar a la fama internacional pel paper d'Artemis Hidalgo en el film de Netflix A través de mi ventana.
El seu pare és el jugador de handbol Enric Masip, capità del Futbol Club Barcelona i guanyador de sis Copes d'Europa d'handbol.

## Filmografia

### Cinema
| Any  | Títol                  | Paper           | Director        |
| ---- | ---------------------- | --------------- | --------------- |
| 2014 | Dos a la carta         | David           | Robert Bellsolà |
| 2015 | Sweet Home             | Marcus          | Rafa Martínez   |
| 2015 | Summer Camp            | Monitor         | Alberto Marini  |
| 2017 | Tito e gli alieni      | Linus           | Paola Randi     |
| 2021 | El niño Dios           | Marco           | Ignacio Ortiz   |
| 2022 | A través de mi ventana | Artemis Hidalgo | Marçal Forés    |

### Televisió
| Any   | Títol                | Paper                 | Notes                             |
| ----- | -------------------- | --------------------- | --------------------------------- |
| 2018  | Fugitiva             | Extra                 | 1 episodi                         |
| 2018  | Amar es para siempre | Feixista              | 2 episodis                        |
| 2019  | Cuéntame cómo pasó   | Noi en una entrompada | 1 episodi                         |
| 2020  | Caronte              | Jacobo San Félix      | 1 episodi                         |
| 2020  | Élite                | Bàrman                | 1 episodi                         |
| 2020  | Veneno               | Tomás                 | Personatge recurrent; 3 episodis  |
| 2021  | Alba                 | Bruno Costa           | Personatge principal; 13 episodis |
| 2022- | Madres. Amor y vida  | Mikel                 | Personatge principal; 8 episodis  |